# Estación de Meiser
La estación de Meiser es una estación ferroviaria belga, situada en la comuna homónima lo Schaerbeek (Bruselas).
La línea 26 pasa por esta estación.
Como parte del proyecto RER bruselas es un túnel ferroviario construido entre la estación Meiser y Schuman. Esta será una nueva relación Norte-Sur ha creado.